# Pierre di Sciullo
Pour les articles homonymes, voir di Sciullo.
Pierre di Sciullo, né à Paris en 1961, est un graphiste, typographe et dessinateur de caractères français.

## Biographie
Il édite seul depuis 1983 la revue Qui ? résiste, série de « manuels » dans laquelle il expérimente des procédés littéraires et graphiques à base de collage, citation et détournement : manuel de la séduction, de la vérité, de la mort, etc.
En 1989, dans le no 8 de Qui ? résiste, manuel de lecture, il développe une production typographique expérimentale foisonnante et met en scène des textes de Georges Perec, Rabelais, Jean-Pierre Brisset. Parmi les diverses polices de caractères dessinées dans cet opus figurent le Minimum et le Quantange.

### L'écriture des Touaregs
Entre 1995 et 2003, il a créé cinq polices de caractères qui ont permis au peuple touareg d'accéder à l'imprimé et à l'écran dont l'Amanar (Condensé, Décor, Medium et Noir) en 1995 qui permet aux Touaregs d’accéder à l’imprimé et à l’écran dans leur système traditionnel d’écriture.
Lauréat du prix Charles Nypels à Maastricht en 1995 récompensant l’ensemble de sa production typographique, il mène ses recherches sur des médias et matériaux variés tels que le livre, l’affiche, l’écran ou encore l’architecture.
En 2007, dans le cadre de la commande publique, il installe un moucharabieh typographique polyglotte, une double peau derrière la façade du musée Champollion à Figeac.
En 2008 il participe au long métrage d'animation Peur(s) du noir, projet collectif sous la direction artistique d'Étienne Robial.

## Œuvres
- Graphic design of 21th century, Taschen, 2003  (ISBN 978-3822816059)
- Teal Triggs, Of Another type : Contemporary Experimental Typography, Thames and Hudson, 2003
- Max Bruinsma, Sites de création : innover sur le Web, Thames and Hudson, 2003  (ISBN 978-2878112276)
- Guillaume Po, Pierre di Sciullo, Pyramyd (Design&Designer), Paris, 2003  (ISBN 978-2910565312)
- Michel Wlassikoff, Histoire du graphisme en France, Éd. Les Arts décoratifs et Dominique Carré, Paris, 2005  (ISBN 978-2901422648)
- Guillaume Po, Pierre di Sciullo, Pyramyd (Design&Designer), Paris, 2006  (ISBN 978-2350170190)
- Anja Lutz, Anna Gerber, H. Hellige Klanten, Influences : a Lexicon of Contemporary Graphic Design Practice, Dgv, 2006  (ISBN 978-3899551525)
- « Jouer avec l’architecture », par Karine Dana in AMC Le Moniteur, no 160, janvier 2006
- Charlotte et Peter Fiell, Contemporary Graphic Design, Taschen, 2007  (ISBN 978-3822852699)
- « Musée Champollion, une nouvelle identité », in Archistorm, no 28, novembre 2007
- « Typographie et architecture », par Presse Papier in Étapes, no 154, 2008
- « Porte-voix », exposition à la Ferme du Buisson, in Étapes, no 119, avril 2005
- « Pierre di Sciullo ou L'écrit dans l'espace », in Archistorm, no 39, novembre-décembre 2009
- « Stedelijk », in Étapes, no 174, novembre 2009
- « Mutation profonde de l’identité visuelle du Stedelijk Museum », in AMC Le Moniteur, no 186, mars 2009
- « Penser la typographie en couleurs », in Étapes, no 175, décembre 2009
- Béatrice Fraenkel, Valérie Tesnière, C. Tardy, « Tout slogan sera puni » in Affiche-action. Quand la politique s’écrit dans la rue, Gallimard, 2012  (ISBN 978-2070138906)
- « Pierre di Sciullo. Entrevue » et « Voyage typographique, littéraire et critique à travers la bibliothèque de Pierre di Sciullo », in The Shelf, no 1, 2012
- « Pierre di Sciullo affiche ses idées », par Xavier de Jarcy in Télérama, 14 novembre 2012
- « Leurs noms et rien d'autre : entretien avec Pierre di Sciullo », entretien réalisé par Sylviane Poirier, Léna Burger, Ariane Chottin, Emmanuelle Gallienne et Valérie Guidoux in Vacarme, no 72, été 2015
- Pierre di Sciullo, L'or de la fougue, Ed. Adespote, avril 2018  (ISBN 978-2955741450)
- « Pour Noël, il neige des livres sur le design », par Xavier de Jarcy in Télérama, 16 décembre 2019
- Sandra Chamaret, Julien Gineste, L'après-midi d'un phonème - Pierre di Sciullo, Zeug, 2019  (ISBN 979-10-95902-13-3)
- Francesca Cozzolino, La création en actes, Art Book Magazine Editions, 2020, ebook,  (ISBN 9782821601505)

## Distinctions
- Chevalier de l'ordre des Arts et des Lettres, nommé conjointement avec les typographes Anette Lenz et Jean François Porchez (2015)[6]
- Lauréat du prix Charles Nypels de la Jan Van Eyck Academy à Maastricht récompensant l’ensemble de sa production typographique (1995)[7]